# ПЗЛ И-22
ПЗЛ И-22, познат и као ПЗЛ М93 и  ПЗЛ М96, је пољски субсонични двомоторни млазни школско-борбени авион, намењен првенствено обуци војних пилота. Развила га је пољска компанија ПЗЛ из Мјелецa. ПЗЛ И-22 је висококрилац, који по конфигурацији наликује на јапански школско-борбени авион  Кавасаки Т-4.

## Развој и дизајн
Први прототип ПЗЛ И-22 обавио је свој први пробни лет 3. марта 1985. године. Будући да нови млазни мотори ПЗЛ К-15 још увек нису били спремни, први прототипови су користили старије млазне моторе. Авион ПЗЛ И-22 поседује тандем седишта, док му је стајни трап типа трицикл. Дужина авиона износи 13,22 m, размах крила 9,6 m, а висина 4,3 m. Серијски ПЗЛ И-22 је погоњен са два млазна мотора ПЗЛ К-15, укупног потиска 29,4 kN. Једини корисник овог авиона било је пољско ратно ваздухопловство, које га је повукло из активне службе већ 1996. године, убрзо по његовом увођењу у оперативну употребу, маја 1995. године. Направљено је свега 17 примерака, укључујући и прототипове.

## Корисници
- Пољска